# Llista de topònims de Torroella de Montgrí
Llista de topònims (noms propis de lloc) del municipi de Torroella de Montgrí, al Baix Empordà
Informació actualitzada per un bot. Els canvis manuals es perdran quan s'actualitzi!

## cabana
| imatge | Nom                    | Ubicat a             | instància de | Detalls | coordenades                                                         | Protecció | Commons (més fotos) | Dades a WD                    |
| ------ | ---------------------- | -------------------- | ------------ | ------- | ------------------------------------------------------------------- | --------- | ------------------- | ----------------------------- |
|        | barraca d'en Bosquets  | Torroella de Montgrí | cabana       |         | 42° 02′ 24″ N, 3° 10′ 57″ E / 42.0400316197719°N,3.18241854352183°E |           |                     | Modifica les dades a Wikidata |
|        | barraca d'en Carbó     | Torroella de Montgrí | cabana       |         | 42° 02′ 37″ N, 3° 11′ 16″ E / 42.043535623254°N,3.1877329848069°E   |           |                     | Modifica les dades a Wikidata |
|        | barraca d'en Negre     | Torroella de Montgrí | cabana       |         | 42° 01′ 17″ N, 3° 11′ 03″ E / 42.02130404086°N,3.18418889691456°E   |           |                     | Modifica les dades a Wikidata |
|        | barraca d'en Pujades   | Torroella de Montgrí | cabana       |         | 42° 02′ 28″ N, 3° 11′ 04″ E / 42.0410279677251°N,3.18453582778052°E |           |                     | Modifica les dades a Wikidata |
|        | barraca de Mas Cremat  | Torroella de Montgrí | cabana       |         | 42° 05′ 29″ N, 3° 08′ 09″ E / 42.0912625425114°N,3.13578126100272°E |           |                     | Modifica les dades a Wikidata |
|        | barraca de la Rossenda | Torroella de Montgrí | cabana       |         | 42° 01′ 21″ N, 3° 11′ 18″ E / 42.0224950947879°N,3.18839581709993°E |           |                     | Modifica les dades a Wikidata |
|        | barraca del Fumador    | Torroella de Montgrí | cabana       |         | 42° 05′ 42″ N, 3° 08′ 33″ E / 42.0949109068938°N,3.14260932985935°E |           |                     | Modifica les dades a Wikidata |
|        | la Barraca Trobada     | Torroella de Montgrí | cabana       |         | 42° 04′ 35″ N, 3° 08′ 36″ E / 42.0763564976693°N,3.14337775784363°E |           |                     | Modifica les dades a Wikidata |

## cap
| imatge | Nom                  | Ubicat a             | instància de | Detalls | coordenades                                                            | Protecció | Commons (més fotos) | Dades a WD                    |
| ------ | -------------------- | -------------------- | ------------ | ------- | ---------------------------------------------------------------------- | --------- | ------------------- | ----------------------------- |
|        | Cap Castell          | Torroella de Montgrí | cap          |         | 42° 04′ 54″ N, 3° 12′ 03″ E / 42.08159722°N,3.20077778°E               |           | Cap Castell         | Modifica les dades a Wikidata |
|        | Cap d'Oltrera        | Torroella de Montgrí | cap          |         | 42° 04′ 05″ N, 3° 12′ 42″ E / 42.068108°N,3.211633°E                   |           |                     | Modifica les dades a Wikidata |
|        | Cap de la Barra      | Torroella de Montgrí | cap          |         | 42° 03′ 15″ N, 3° 12′ 43″ E / 42.05414444°N,3.21206389°E               |           | Cap de la Barra     | Modifica les dades a Wikidata |
|        | Punta Milà           | Torroella de Montgrí | cap          |         | 42° 06′ 18″ N, 3° 10′ 54″ E / 42.10510013508827°N,3.1815826892852788°E |           |                     | Modifica les dades a Wikidata |
|        | Punta Ventosa        | Torroella de Montgrí | cap mirador  |         | 42° 06′ 06″ N, 3° 11′ 02″ E / 42.10166136639219°N,3.1837874650955205°E |           |                     | Modifica les dades a Wikidata |
|        | Punta de la Galera   | Torroella de Montgrí | cap          |         | 42° 02′ 52″ N, 3° 13′ 35″ E / 42.04768889°N,3.22639167°E Meda Gran     |           |                     | Modifica les dades a Wikidata |
|        | Punta de les Salines | Torroella de Montgrí | cap          |         | 42° 03′ 40″ N, 3° 12′ 52″ E / 42.06112222°N,3.21434722°E               |           |                     | Modifica les dades a Wikidata |

## carrer
| imatge | Nom                  | Ubicat a             | instància de | Detalls                     | coordenades                                          | Protecció                                  | Commons (més fotos)                         | Dades a WD                    |
| ------ | -------------------- | -------------------- | ------------ | --------------------------- | ---------------------------------------------------- | ------------------------------------------ | ------------------------------------------- | ----------------------------- |
|        | Carrer Major         | Torroella de Montgrí | carrer       |                             | 42° 02′ 26″ N, 3° 07′ 34″ E / 42.040595°N,3.125984°E | bé integrant del patrimoni cultural català | Carrer Major de Torroella de Montgrí        | Modifica les dades a Wikidata |
|        | carrer de l'Església | Torroella de Montgrí | carrer       | Estil: arquitectura popular | 42° 02′ 31″ N, 3° 07′ 34″ E / 42.041829°N,3.125998°E | bé integrant del patrimoni cultural català | Carrer de l'Església (Torroella de Montgrí) | Modifica les dades a Wikidata |

## casa
| imatge | Nom                                                                          | Ubicat a             | instància de | Detalls                                                                                   | coordenades                                                                  | Protecció                                  | Commons (més fotos)                                        | Dades a WD                    |
| ------ | ---------------------------------------------------------------------------- | -------------------- | ------------ | ----------------------------------------------------------------------------------------- | ---------------------------------------------------------------------------- | ------------------------------------------ | ---------------------------------------------------------- | ----------------------------- |
|        | Can Bataller                                                                 | Torroella de Montgrí | casa         |                                                                                           | 42° 02′ 31″ N, 3° 07′ 33″ E / 42.042074°N,3.125915°E                         | bé integrant del patrimoni cultural català |                                                            | Modifica les dades a Wikidata |
|        | Can Castells                                                                 | Torroella de Montgrí | casa         |                                                                                           | 42° 02′ 27″ N, 3° 07′ 33″ E / 42.040965°N,3.12593°E                          | bé integrant del patrimoni cultural català |                                                            | Modifica les dades a Wikidata |
|        | Can Marquès                                                                  | Torroella de Montgrí | casa         |                                                                                           | 42° 02′ 25″ N, 3° 07′ 36″ E / 42.040293°N,3.1266°E                           | bé integrant del patrimoni cultural català |                                                            | Modifica les dades a Wikidata |
|        | Can Marull                                                                   | Torroella de Montgrí | casa         | Estil: arquitectura eclèctica                                                             | 42° 02′ 30″ N, 3° 07′ 48″ E / 42.04156°N,3.129913°E                          | bé integrant del patrimoni cultural català |                                                            | Modifica les dades a Wikidata |
|        | Can Sastregener                                                              | Torroella de Montgrí | casa         |                                                                                           | 42° 02′ 29″ N, 3° 07′ 33″ E / 42.041262°N,3.125901°E                         | bé integrant del patrimoni cultural català |                                                            | Modifica les dades a Wikidata |
|        | Casa Hospital                                                                | Torroella de Montgrí | casa         | Estil: arquitectura gòtica arquitectura del Renaixement arquitectura popular 16th century | 42° 02′ 25″ N, 3° 07′ 33″ E / 42.040226°N,3.125874°E ca:C. Major, 41 16 msnm | bé integrant del patrimoni cultural català | Casa Hospital (Torroella de Montgrí)                       | Modifica les dades a Wikidata |
|        | Casa Pastors                                                                 | Torroella de Montgrí | casa         | Estil: arquitectura gòtica                                                                | 42° 02′ 24″ N, 3° 07′ 33″ E / 42.039875°N,3.125916°E                         | bé integrant del patrimoni cultural català | Museu del Montgrí i del Baix Ter                           | Modifica les dades a Wikidata |
|        | Casa Sanant                                                                  | Torroella de Montgrí | casa         | Estil: arquitectura gòtica arquitectura del Renaixement arquitectura popular 16th century | 42° 02′ 22″ N, 3° 07′ 34″ E / 42.039385°N,3.126073°E ca:C. Major, 22 12 msnm | bé integrant del patrimoni cultural català | Casa Sanant                                                | Modifica les dades a Wikidata |
|        | Casa Seguer                                                                  | Torroella de Montgrí | casa         |                                                                                           | 42° 02′ 33″ N, 3° 07′ 34″ E / 42.042518°N,3.12603°E                          | bé integrant del patrimoni cultural català |                                                            | Modifica les dades a Wikidata |
|        | Casa d'estiueig Salieti                                                      | Torroella de Montgrí | casa         | Estil: noucentisme                                                                        | 42° 03′ 15″ N, 3° 12′ 00″ E / 42.05419°N,3.19991°E                           | bé integrant del patrimoni cultural català | Casa Salieti (Torroella de Montgrí)                        | Modifica les dades a Wikidata |
|        | Casa de la Vila                                                              | Torroella de Montgrí | casa         | Estil: Renaixement                                                                        | 42° 02′ 28″ N, 3° 07′ 35″ E / 42.041063°N,3.126281°E                         | bé integrant del patrimoni cultural català | Casa de la Vila de Torroella de Montgrí                    | Modifica les dades a Wikidata |
|        | Casal                                                                        | Torroella de Montgrí | casa         | Estil: arquitectura popular                                                               | 42° 02′ 36″ N, 3° 07′ 35″ E / 42.043356°N,3.126522°E                         | bé integrant del patrimoni cultural català |                                                            | Modifica les dades a Wikidata |
|        | Cases d'Americano                                                            | Torroella de Montgrí | casa         |                                                                                           | 42° 03′ 19″ N, 3° 12′ 08″ E / 42.055344°N,3.202199°E                         | bé integrant del patrimoni cultural català |                                                            | Modifica les dades a Wikidata |
|        | Pastisseria Batlle                                                           | Torroella de Montgrí | casa         | Estil: noucentisme 20th century                                                           | 42° 02′ 28″ N, 3° 07′ 32″ E / 42.041172°N,3.125617°E ca:C. Ullà, 6           | bé integrant del patrimoni cultural català | Pastisseria Batlle                                         | Modifica les dades a Wikidata |
|        | casa al carrer de l'Església cantonada amb el Carrer Mossèn Jacint Verdaguer | Torroella de Montgrí | casa         |                                                                                           | 42° 02′ 32″ N, 3° 07′ 34″ E / 42.042302°N,3.125987°E                         | bé integrant del patrimoni cultural català |                                                            | Modifica les dades a Wikidata |
|        | habitatge a la Plaça de la Vila, 12                                          | Torroella de Montgrí | casa         |                                                                                           | 42° 02′ 28″ N, 3° 07′ 34″ E / 42.041239°N,3.126106°E                         | bé integrant del patrimoni cultural català | Habitatge a la Plaça de la Vila, 12 (Torroella de Montgrí) | Modifica les dades a Wikidata |
|        | habitatge al carrer Major, 18                                                | Torroella de Montgrí | casa         |                                                                                           | 42° 02′ 22″ N, 3° 07′ 34″ E / 42.039334°N,3.126114°E                         | bé integrant del patrimoni cultural català |                                                            | Modifica les dades a Wikidata |
|        | habitatge al carrer Ramon Boy, 5                                             | Torroella de Montgrí | casa         | Estil: arquitectura eclèctica                                                             | 42° 02′ 29″ N, 3° 07′ 43″ E / 42.041409°N,3.128493°E                         | bé integrant del patrimoni cultural català |                                                            | Modifica les dades a Wikidata |
|        | habitatge al carrer de l'Església, 9                                         | Torroella de Montgrí | casa         | Estil: arquitectura eclèctica                                                             | 42° 02′ 29″ N, 3° 07′ 33″ E / 42.041496°N,3.125956°E                         | bé integrant del patrimoni cultural català |                                                            | Modifica les dades a Wikidata |

## cova
| imatge | Nom                          | Ubicat a             | instància de              | Detalls | coordenades                                                         | Protecció                                  | Commons (més fotos)                | Dades a WD                    |
| ------ | ---------------------------- | -------------------- | ------------------------- | ------- | ------------------------------------------------------------------- | ------------------------------------------ | ---------------------------------- | ----------------------------- |
|        | Cau d'en Calvet              | Torroella de Montgrí | cova                      |         | 42° 03′ 10″ N, 3° 08′ 08″ E / 42.05274°N,3.135643°E                 |                                            |                                    | Modifica les dades a Wikidata |
|        | Cau de l'Olivar d'en Margall | Torroella de Montgrí | cova                      |         | 42° 03′ 08″ N, 3° 08′ 33″ E / 42.052343°N,3.142415°E                | bé integrant del patrimoni cultural català |                                    | Modifica les dades a Wikidata |
|        | Cau de la Figuera            | Torroella de Montgrí | cova                      |         | 42° 03′ 05″ N, 3° 08′ 36″ E / 42.0513815010154°N,3.14321281789779°E |                                            |                                    | Modifica les dades a Wikidata |
|        | Cau de les Dents             | Torroella de Montgrí | cova                      |         | 42° 03′ 25″ N, 3° 08′ 22″ E / 42.057019°N,3.13932°E                 | bé integrant del patrimoni cultural català |                                    | Modifica les dades a Wikidata |
|        | Cau del Duc                  | Torroella de Montgrí | cova jaciment arqueològic |         | 42° 03′ 07″ N, 3° 07′ 49″ E / 42.052027°N,3.130326°E 250 msnm       | bé integrant del patrimoni cultural català | Cau del Duc (Torroella de Montgrí) | Modifica les dades a Wikidata |
|        | Cau dels Ossos               | Torroella de Montgrí | cova                      |         |                                                                     | bé integrant del patrimoni cultural català |                                    | Modifica les dades a Wikidata |
|        | cova d'en Tomàs Ras          | Torroella de Montgrí | cova                      |         | 42° 05′ 33″ N, 3° 11′ 26″ E / 42.0923914454712°N,3.19060982893775°E |                                            |                                    | Modifica les dades a Wikidata |
|        | cova de Baix de Cols         | Torroella de Montgrí | cova                      |         | 42° 05′ 57″ N, 3° 11′ 09″ E / 42.0991990855874°N,3.18590164892358°E |                                            |                                    | Modifica les dades a Wikidata |
|        | cova de l'Aigua              | Torroella de Montgrí | cova                      |         | 42° 04′ 29″ N, 3° 12′ 07″ E / 42.0747555192168°N,3.20181179413526°E |                                            |                                    | Modifica les dades a Wikidata |
|        | cova de l'Avi Company        | Torroella de Montgrí | cova                      |         | 42° 04′ 08″ N, 3° 12′ 00″ E / 42.0688415496338°N,3.19990737144847°E |                                            |                                    | Modifica les dades a Wikidata |
|        | cova de la Reina             | Torroella de Montgrí | cova                      |         | 42° 02′ 49″ N, 3° 13′ 25″ E / 42.046875737277°N,3.22365524555816°E  |                                            |                                    | Modifica les dades a Wikidata |
|        | cova de la Sal               | Torroella de Montgrí | cova                      |         | 42° 06′ 12″ N, 3° 10′ 51″ E / 42.103449340936°N,3.18077397532317°E  |                                            |                                    | Modifica les dades a Wikidata |
|        | cova de la Vaca              | Torroella de Montgrí | cova                      |         | 42° 02′ 52″ N, 3° 13′ 32″ E / 42.0476558060447°N,3.22544637457508°E |                                            |                                    | Modifica les dades a Wikidata |
|        | cova de les Salines          | Torroella de Montgrí | cova                      |         | 42° 03′ 39″ N, 3° 12′ 41″ E / 42.0607421385922°N,3.2113638717887°E  |                                            |                                    | Modifica les dades a Wikidata |
|        | cova de les Vetes            | Torroella de Montgrí | cova                      |         | 42° 05′ 24″ N, 3° 11′ 31″ E / 42.0899572580578°N,3.19206564465762°E |                                            |                                    | Modifica les dades a Wikidata |
|        | cova del Dimoni              | Torroella de Montgrí | cova                      |         | 42° 02′ 59″ N, 3° 13′ 29″ E / 42.049701802913°N,3.22468022509853°E  |                                            |                                    | Modifica les dades a Wikidata |
|        | cova del Sabó                | Torroella de Montgrí | cova                      |         | 42° 06′ 11″ N, 3° 10′ 58″ E / 42.1030137157597°N,3.18286504219727°E |                                            |                                    | Modifica les dades a Wikidata |
|        | cova del Sant                | Torroella de Montgrí | cova                      |         | 42° 02′ 54″ N, 3° 13′ 33″ E / 42.0483214809465°N,3.22585957953743°E |                                            |                                    | Modifica les dades a Wikidata |
|        | cova dels Caganers           | Torroella de Montgrí | cova                      |         | 42° 02′ 38″ N, 3° 13′ 30″ E / 42.0439638418803°N,3.22507083104008°E |                                            |                                    | Modifica les dades a Wikidata |
|        | cova dels Crestats           | Torroella de Montgrí | cova                      |         | 42° 06′ 13″ N, 3° 10′ 40″ E / 42.1036613251843°N,3.17767841931565°E |                                            |                                    | Modifica les dades a Wikidata |
|        | coves de la Morisca          | Torroella de Montgrí | cova                      |         | 42° 04′ 47″ N, 3° 11′ 55″ E / 42.0795888385542°N,3.1984782352632°E  |                                            |                                    | Modifica les dades a Wikidata |
|        | els Estufadors               | Torroella de Montgrí | cova                      |         | 42° 04′ 30″ N, 3° 12′ 08″ E / 42.0750428117414°N,3.20233252834169°E |                                            |                                    | Modifica les dades a Wikidata |
|        | la Foradada                  | Torroella de Montgrí | cova                      |         | 42° 04′ 48″ N, 3° 12′ 16″ E / 42.0801366054878°N,3.20453698118476°E |                                            |                                    | Modifica les dades a Wikidata |
|        | la Roca Foradada             | Torroella de Montgrí | cova                      |         | 42° 04′ 48″ N, 3° 12′ 16″ E / 42.0801366054878°N,3.20453698118476°E |                                            |                                    | Modifica les dades a Wikidata |
|        | les Tres Coves               | Torroella de Montgrí | cova                      |         | 42° 05′ 28″ N, 3° 11′ 28″ E / 42.0911115003282°N,3.19122268794431°E |                                            |                                    | Modifica les dades a Wikidata |

## curs d'aigua
| imatge | Nom                    | Ubicat a                                  | instància de               | Detalls                                                 | coordenades                                                                                             | Protecció | Commons (més fotos) | Dades a WD                    |
| ------ | ---------------------- | ----------------------------------------- | -------------------------- | ------------------------------------------------------- | --- | --------- | ------------------- | ----------------------------- |
|        | Còrrec de Coma Llobera | Torroella de Montgrí                      | curs d'aigua               |                                                         | 42° 04′ 20″ N, 3° 09′ 12″ E / 42.0721°N,3.15321°E                                                       |           |                     | Modifica les dades a Wikidata |
|        | Ter                    | Ripollès Osona Selva Gironès Baix Empordà | curs d'aigua riu principal | Desemboca: mar Mediterrània Llarg: 208km Conca: 3010km² | 42° 25′ 40″ N, 2° 15′ 24″ E / 42.427778°N,2.256667°E 42° 01′ 24″ N, 3° 11′ 31″ E / 42.02347°N,3.19187°E |           | Ter River           | Modifica les dades a Wikidata |

## edifici
| imatge | Nom                         | Ubicat a             | instància de  | Detalls                                | coordenades                                                         | Protecció                                  | Commons (més fotos)                | Dades a WD                    |
| ------ | --------------------------- | -------------------- | ------------- | -------------------------------------- | ------------------------------------------------------------------- | ------------------------------------------ | ---------------------------------- | ----------------------------- |
|        | Casa Masó                   | Torroella de Montgrí | edifici       | Estil: noucentisme                     | 42° 02′ 38″ N, 3° 07′ 32″ E / 42.04396°N,3.12545°E                  | bé integrant del patrimoni cultural català |                                    | Modifica les dades a Wikidata |
|        | Cinema Montgrí              | Torroella de Montgrí | edifici       |                                        | 42° 02′ 31″ N, 3° 07′ 31″ E / 42.041852°N,3.125219°E                | bé integrant del patrimoni cultural català |                                    | Modifica les dades a Wikidata |
|        | Club Nàutic l'Estartit      | Torroella de Montgrí | edifici       |                                        | 42° 03′ 15″ N, 3° 12′ 17″ E / 42.05419°N,3.20479°E                  | bé integrant del patrimoni cultural català | Club Nàutic L'Estartit             | Modifica les dades a Wikidata |
|        | Palau Reial de Torroella    | Torroella de Montgrí | edifici       | Estil: arquitectura gòtica             | 42° 02′ 36″ N, 3° 07′ 33″ E / 42.043221°N,3.12595°E                 | bé integrant del patrimoni cultural català | Palau Reial (Torroella de Montgrí) | Modifica les dades a Wikidata |
|        | edifici d'apartaments Garbí | Torroella de Montgrí | edifici       | Arquitecte: Carles Ferrater i Lambarri | 42° 03′ 17″ N, 3° 12′ 20″ E / 42.054612°N,3.205641°E                | bé integrant del patrimoni cultural català |                                    | Modifica les dades a Wikidata |
|        | el Guix de la Meda          | Torroella de Montgrí | edifici       |                                        | 42° 03′ 13″ N, 3° 12′ 35″ E / 42.05369°N,3.20972°E                  | bé integrant del patrimoni cultural català | Club Nàutic L'Estartit             | Modifica les dades a Wikidata |
|        | la Casanova                 | Torroella de Montgrí | edifici masia |                                        | 42° 02′ 23″ N, 3° 11′ 10″ E / 42.0396114414348°N,3.18607825277734°E |                                            |                                    | Modifica les dades a Wikidata |

## entitat singular de població
| imatge | Nom                  | Ubicat a             | instància de                                                                   | Detalls                                | coordenades                                                               | Protecció | Commons (més fotos) | Dades a WD                    |
| ------ | -------------------- | -------------------- | ------------------------------------------------------------------------------ | -------------------------------------- | ------------------------------------------------------------------------- | --------- | ------------------- | ----------------------------- |
|        | Torroella de Montgrí | Torroella de Montgrí | entitat singular de població ens local històric de Catalunya capital municipal | 9000 hab                               | 42° 02′ 33″ N, 3° 07′ 37″ E / 42.04254°N,3.12703°E 30 msnm                |           |                     | Modifica les dades a Wikidata |
|        | l'Estartit           | Torroella de Montgrí | entitat singular de població entitat municipal descentralitzada                | 2014-07-22 3421 hab Superfície: 6.5km² | 42° 03′ 11″ N, 3° 11′ 58″ E / 42.053055555556°N,3.1994444444444°E 31 msnm |           | L'Estartit          | Modifica les dades a Wikidata |

## església
| imatge | Nom                      | Ubicat a             | instància de     | Detalls                                  | coordenades                                                                     | Protecció                                  | Commons (més fotos)                             | Dades a WD                    |
| ------ | ------------------------ | -------------------- | ---------------- | ---------------------------------------- | ------------------------------------------------------------------------------- | ------------------------------------------ | ----------------------------------------------- | ----------------------------- |
|        | Convent de Sant Agustí   | Torroella de Montgrí | església         |                                          | 42° 02′ 24″ N, 3° 07′ 30″ E / 42.039914°N,3.124958°E                            | bé integrant del patrimoni cultural català | Convent de Sant Agustí de Torroella de Montgrí  | Modifica les dades a Wikidata |
|        | Ermita de Santa Caterina | Torroella de Montgrí | església ermita  |                                          | 42° 03′ 29″ N, 3° 08′ 04″ E / 42.05809444°N,3.13448333°E 160 msnm               | bé integrant del patrimoni cultural català | Ermita de Santa Caterina (Torroella de Montgrí) | Modifica les dades a Wikidata |
|        | Santa Anna               | Torroella de Montgrí | església         | Estil: historicisme arquitectònic        | 42° 03′ 20″ N, 3° 11′ 57″ E / 42.055471°N,3.199106°E                            | bé integrant del patrimoni cultural català | Santa Anna de l'Estartit                        | Modifica les dades a Wikidata |
|        | Santa Clara              | Torroella de Montgrí | església capella |                                          | 42° 03′ 22″ N, 3° 11′ 44″ E / 42.0560056097055°N,3.19560099363378°E 42 msnm     |                                            |                                                 | Modifica les dades a Wikidata |
|        | Santa Maria del Palau    | Torroella de Montgrí | església         |                                          | 42° 05′ 39″ N, 3° 08′ 35″ E / 42.09408°N,3.143002°E                             | bé integrant del patrimoni cultural català | Santa Maria del Palau                           | Modifica les dades a Wikidata |
|        | Santa Maria dels Masos   | Torroella de Montgrí | església ermita  | Estil: arquitectura popular              | 42° 03′ 03″ N, 3° 10′ 40″ E / 42.050822°N,3.1779°E                              | bé integrant del patrimoni cultural català | Santa Maria dels Masos                          | Modifica les dades a Wikidata |
|        | capella de Sant Antoni   | Torroella de Montgrí | església         |                                          | 42° 02′ 27″ N, 3° 07′ 35″ E / 42.04097°N,3.126302°E                             | bé integrant del patrimoni cultural català | Sant Antoni de Torroella de Montgrí             | Modifica les dades a Wikidata |
|        | capella de la Mercè      | Torroella de Montgrí | església         | Estil: barroc 17th century               | 42° 02′ 19″ N, 3° 07′ 37″ E / 42.0387°N,3.126905°E ca:C. de l'Hospital 12 msnm  | bé integrant del patrimoni cultural català | Capella de la Mercè (Torroella de Montgrí)      | Modifica les dades a Wikidata |
|        | capella del Roser        | Torroella de Montgrí | església         | Estil: arquitectura popular 16th century | 42° 02′ 41″ N, 3° 07′ 21″ E / 42.044788°N,3.122507°E ca:C. Josep Carner 26 msnm | bé integrant del patrimoni cultural català | Capella del Roser (Torroella de Montgrí)        | Modifica les dades a Wikidata |
|        | església de Sant Genís   | Torroella de Montgrí | església         |                                          | 42° 02′ 36″ N, 3° 07′ 34″ E / 42.04347222°N,3.12611111°E                        | bé integrant del patrimoni cultural català | Església de Sant Genís (Torroella de Montgrí)   | Modifica les dades a Wikidata |

## finestra
| imatge | Nom                                            | Ubicat a             | instància de | Detalls                                          | coordenades                                                                       | Protecció                                  | Commons (més fotos)                             | Dades a WD                    |
| ------ | ---------------------------------------------- | -------------------- | ------------ | ------------------------------------------------ | --------------------------------------------------------------------------------- | ------------------------------------------ | ----------------------------------------------- | ----------------------------- |
|        | Finestra de la capella dels Àngels del Mirador | Torroella de Montgrí | finestra     | Estil: arquitectura del Renaixement 16th century | 42° 02′ 36″ N, 3° 07′ 33″ E / 42.043393°N,3.125748°E ca:Pg. de l'Església 29 msnm | bé integrant del patrimoni cultural català | Finestra de la capella dels Àngels del Mirador  | Modifica les dades a Wikidata |
|        | Finestra del Mas del Pou                       | Torroella de Montgrí | finestra     |                                                  | 42° 02′ 32″ N, 3° 07′ 32″ E / 42.042131°N,3.125516°E                              | bé integrant del patrimoni cultural català | Finestra del Mas del Pou (Torroella de Montgrí) | Modifica les dades a Wikidata |

## font
| imatge | Nom              | Ubicat a             | instància de | Detalls                                      | coordenades                                                                       | Protecció                                  | Commons (més fotos)                                        | Dades a WD                    |
| ------ | ---------------- | -------------------- | ------------ | -------------------------------------------- | --------------------------------------------------------------------------------- | ------------------------------------------ | ---------------------------------------------------------- | ----------------------------- |
|        | font dels Gossos | Torroella de Montgrí | font         |                                              | 42° 02′ 27″ N, 3° 07′ 34″ E / 42.040951°N,3.126232°E                              | bé integrant del patrimoni cultural català | Font de la capella de Sant Antoni (Torroella de Montgrí)   | Modifica les dades a Wikidata |
|        | font pública     | Torroella de Montgrí | font         | Estil: arquitectura neoclàssica              | 42° 02′ 34″ N, 3° 07′ 34″ E / 42.04279°N,3.12612°E                                | bé integrant del patrimoni cultural català | Font pública de la plaça Església (Torroella de Montgrí)   | Modifica les dades a Wikidata |
|        | font pública     | Torroella de Montgrí | font         | Estil: arquitectura neoclàssica 19th century | 42° 02′ 19″ N, 3° 07′ 35″ E / 42.038597°N,3.126379°E ca:Pg. de Vicenç Bou 11 msnm | bé integrant del patrimoni cultural català | Font pública del passeig Vicenç Bou (Torroella de Montgrí) | Modifica les dades a Wikidata |

## illa
| imatge | Nom                    | Ubicat a             | instància de | Detalls            | coordenades                                                                  | Protecció | Commons (més fotos)   | Dades a WD                    |
| ------ | ---------------------- | -------------------- | ------------ | ------------------ | ---------------------------------------------------------------------------- | --------- | --------------------- | ----------------------------- |
|        | Carall Bernat          | Torroella de Montgrí | illa         |                    | 42° 02′ 30″ N, 3° 13′ 42″ E / 42.04163611°N,3.22831667°E 71 msnm             |           | Carall Bernat         | Modifica les dades a Wikidata |
|        | Illa de la Pedrosa     | Torroella de Montgrí | illa         |                    | 42° 04′ 26″ N, 3° 12′ 20″ E / 42.07381111°N,3.20545556°E Illes Medes 31 msnm |           | Illa de la Pedrosa    | Modifica les dades a Wikidata |
|        | Illots de cala Ferriol | Torroella de Montgrí | illa         |                    | 42° 05′ 05″ N, 3° 11′ 51″ E / 42.084702°N,3.197515°E 20 msnm                 |           | Illes de cala Ferriol | Modifica les dades a Wikidata |
|        | Meda Gran              | Torroella de Montgrí | illa         | Superfície: 18.7ha | 42° 02′ 51″ N, 3° 13′ 22″ E / 42.04763611°N,3.22275°E Illes Medes 74 msnm    |           | Meda Gran             | Modifica les dades a Wikidata |

## indret
| imatge | Nom                    | Ubicat a             | instància de | Detalls | coordenades                                                           | Protecció | Commons (més fotos)    | Dades a WD                    |
| ------ | ---------------------- | -------------------- | ------------ | ------- | --------------------------------------------------------------------- | --------- | ---------------------- | ----------------------------- |
|        | Alt de la Pedrosa      | Torroella de Montgrí | indret       |         | 42° 03′ 46″ N, 3° 11′ 49″ E / 42.06280278°N,3.19702222°E              |           | Alt de la Pedrosa      | Modifica les dades a Wikidata |
|        | Gola del Ter           | Torroella de Montgrí | indret       |         | 42° 01′ 24″ N, 3° 11′ 38″ E / 42.023283°N,3.193931°E                  |           | Gola del Ter           | Modifica les dades a Wikidata |
|        | Golf de la Morisca     | Torroella de Montgrí | indret       |         | 42° 04′ 44″ N, 3° 11′ 57″ E / 42.07885833°N,3.19916667°E              |           |                        | Modifica les dades a Wikidata |
|        | Vall de Santa Caterina | Torroella de Montgrí | indret       |         | 42° 03′ 49″ N, 3° 07′ 33″ E / 42.063697°N,3.1258°E massís del Montgrí |           | Vall de Santa Caterina | Modifica les dades a Wikidata |
|        | aixart d'en Pi         | Torroella de Montgrí | indret       |         | 42° 04′ 49″ N, 3° 08′ 41″ E / 42.0802°N,3.14466°E                     |           |                        | Modifica les dades a Wikidata |

## masia
| imatge | Nom                          | Ubicat a             | instància de     | Detalls                     | coordenades | Protecció                                            | Commons (més fotos)   | Dades a WD                    |
| ------ | ---------------------------- | -------------------- | ---------------- | --------------------------- | --- | ---------------------------------------------------- | --------------------- | ----------------------------- |
|        | Antic Molí de l'Arròs        | Torroella de Montgrí | masia            |                             | 42° 02′ 15″ N, 3° 08′ 09″ E / 42.0374212969767°N,3.13578740696037°E                                            |                                                      |                       | Modifica les dades a Wikidata |
|        | Ca n'Artigues                | Torroella de Montgrí | masia            |                             | 42° 02′ 11″ N, 3° 07′ 53″ E / 42.0363097231366°N,3.13127860680584°E                                            |                                                      |                       | Modifica les dades a Wikidata |
|        | Cal Bonic                    | Torroella de Montgrí | masia            |                             | 42° 01′ 18″ N, 3° 11′ 07″ E / 42.0217706143641°N,3.1852894175577°E                                             |                                                      |                       | Modifica les dades a Wikidata |
|        | Cal Perer                    | Torroella de Montgrí | masia            |                             | 42° 03′ 08″ N, 3° 11′ 19″ E / 42.0522527097387°N,3.18851998232941°E                                            |                                                      |                       | Modifica les dades a Wikidata |
|        | Can Carreres                 | Torroella de Montgrí | masia            |                             | 42° 01′ 45″ N, 3° 08′ 32″ E / 42.0292085418615°N,3.14217245836666°E                                            |                                                      |                       | Modifica les dades a Wikidata |
|        | Can Casadellà                | Torroella de Montgrí | masia            |                             | 42° 02′ 18″ N, 3° 07′ 53″ E / 42.0382911857239°N,3.13127060295012°E                                            |                                                      |                       | Modifica les dades a Wikidata |
|        | Can Falgueres                | Torroella de Montgrí | masia            |                             | 42° 03′ 05″ N, 3° 11′ 02″ E / 42.0514317331884°N,3.18381670200989°E                                            |                                                      |                       | Modifica les dades a Wikidata |
|        | Can Gori                     | Torroella de Montgrí | masia            |                             | 42° 02′ 12″ N, 3° 07′ 40″ E / 42.0365387474364°N,3.1278599752082°E                                             |                                                      |                       | Modifica les dades a Wikidata |
|        | Can Licus                    | Torroella de Montgrí | masia            |                             | 42° 03′ 08″ N, 3° 11′ 17″ E / 42.0521722061879°N,3.18818137563227°E                                            |                                                      |                       | Modifica les dades a Wikidata |
|        | Can Mates                    | Torroella de Montgrí | masia            |                             | 42° 02′ 01″ N, 3° 08′ 20″ E / 42.0335175693368°N,3.13901682249672°E                                            |                                                      |                       | Modifica les dades a Wikidata |
|        | Can Pagès                    | Torroella de Montgrí | masia            |                             | 42° 03′ 18″ N, 3° 10′ 22″ E / 42.0549796559381°N,3.17264818949247°E                                            |                                                      |                       | Modifica les dades a Wikidata |
|        | Can Paiet Peretes            | Torroella de Montgrí | masia            |                             | 42° 01′ 43″ N, 3° 08′ 39″ E / 42.028719714823°N,3.14415251447951°E                                             |                                                      |                       | Modifica les dades a Wikidata |
|        | Can Passarini                | Torroella de Montgrí | masia            |                             | 42° 03′ 16″ N, 3° 11′ 58″ E / 42.0543775899548°N,3.1995719670981°E                                             |                                                      |                       | Modifica les dades a Wikidata |
|        | Can Pepín                    | Torroella de Montgrí | masia            |                             | 42° 01′ 17″ N, 3° 11′ 21″ E / 42.0214400530693°N,3.18916574419142°E                                            |                                                      |                       | Modifica les dades a Wikidata |
|        | Can Radresa                  | Torroella de Montgrí | masia            |                             | 42° 02′ 10″ N, 3° 07′ 45″ E / 42.0360059114409°N,3.12915163141966°E                                            |                                                      |                       | Modifica les dades a Wikidata |
|        | Can Savalls                  | Torroella de Montgrí | masia            |                             | 42° 01′ 46″ N, 3° 08′ 24″ E / 42.0294°N,3.14013°E 6 msnm                                                       |                                                      |                       | Modifica les dades a Wikidata |
|        | Can Trill                    | Torroella de Montgrí | masia            |                             | 42° 03′ 10″ N, 3° 11′ 54″ E / 42.0528305828263°N,3.1983465675911°E                                             |                                                      |                       | Modifica les dades a Wikidata |
|        | Casa Quintana                | Torroella de Montgrí | masia            |                             | 42° 02′ 27″ N, 3° 07′ 28″ E / 42.0407936529016°N,3.12441292647631°E                                            |                                                      |                       | Modifica les dades a Wikidata |
|        | Casa del Governador          | Torroella de Montgrí | masia            |                             | 42° 02′ 49″ N, 3° 13′ 21″ E / 42.0468149461703°N,3.2224950090064°E                                             |                                                      |                       | Modifica les dades a Wikidata |
|        | Casa del Guarda              | Torroella de Montgrí | masia            |                             | 42° 03′ 30″ N, 3° 08′ 58″ E / 42.0582365427126°N,3.14946446451399°E                                            |                                                      |                       | Modifica les dades a Wikidata |
|        | Caseta del Cos de Guàrdia    | Torroella de Montgrí | masia            |                             | 42° 02′ 49″ N, 3° 13′ 14″ E / 42.0468186080665°N,3.22059790017267°E                                            |                                                      |                       | Modifica les dades a Wikidata |
|        | Mas Baió                     | Torroella de Montgrí | masia            |                             | 42° 01′ 38″ N, 3° 10′ 18″ E / 42.027091824551°N,3.1716134489356°E                                              |                                                      |                       | Modifica les dades a Wikidata |
|        | Mas Bessó                    | Torroella de Montgrí | masia            |                             | 42° 03′ 05″ N, 3° 11′ 05″ E / 42.0515203629245°N,3.18471120841412°E                                            |                                                      |                       | Modifica les dades a Wikidata |
|        | Mas Boixó                    | Torroella de Montgrí | masia            |                             | 42° 02′ 20″ N, 3° 09′ 17″ E / 42.0388745144539°N,3.15465062352611°E                                            |                                                      |                       | Modifica les dades a Wikidata |
|        | Mas Borrat                   | Torroella de Montgrí | masia            |                             | 42° 01′ 42″ N, 3° 09′ 58″ E / 42.0282666011243°N,3.16619761481759°E                                            |                                                      |                       | Modifica les dades a Wikidata |
|        | Mas Bruguera                 | Torroella de Montgrí | masia            |                             | 42° 01′ 09″ N, 3° 10′ 20″ E / 42.0192960495584°N,3.17227383085416°E                                            |                                                      |                       | Modifica les dades a Wikidata |
|        | Mas Calafat                  | Torroella de Montgrí | masia            |                             | 42° 01′ 41″ N, 3° 09′ 52″ E / 42.0281698610449°N,3.16457863627034°E                                            |                                                      |                       | Modifica les dades a Wikidata |
|        | Mas Caçà                     | Torroella de Montgrí | masia            |                             | 42° 02′ 35″ N, 3° 09′ 14″ E / 42.043086°N,3.153951°E 13 msnm                                                   |                                                      | Mas Caçà (l'Estartit) | Modifica les dades a Wikidata |
|        | Mas Cortades                 | Torroella de Montgrí | masia            |                             | 42° 01′ 40″ N, 3° 09′ 51″ E / 42.027882221159°N,3.16417925453519°E                                             |                                                      |                       | Modifica les dades a Wikidata |
|        | Mas Cremat                   | Torroella de Montgrí | masia            |                             | 42° 05′ 29″ N, 3° 08′ 07″ E / 42.0914432722607°N,3.13527378038789°E                                            |                                                      |                       | Modifica les dades a Wikidata |
|        | Mas Danés                    | Torroella de Montgrí | masia            |                             | 42° 04′ 34″ N, 3° 06′ 03″ E / 42.0760685300076°N,3.10082336932576°E                                            |                                                      |                       | Modifica les dades a Wikidata |
|        | Mas Déu                      | Torroella de Montgrí | masia            |                             | 42° 02′ 33″ N, 3° 08′ 19″ E / 42.0424527116499°N,3.13852882197995°E                                            |                                                      |                       | Modifica les dades a Wikidata |
|        | Mas Ferrer                   | Torroella de Montgrí | masia            |                             | 42° 01′ 17″ N, 3° 09′ 59″ E / 42.0213400427364°N,3.16651778148042°E                                            |                                                      |                       | Modifica les dades a Wikidata |
|        | Mas Figueres                 | Torroella de Montgrí | masia            |                             | 42° 03′ 05″ N, 3° 10′ 29″ E / 42.0514009867037°N,3.17466868554898°E                                            |                                                      |                       | Modifica les dades a Wikidata |
|        | Mas Gusó                     | Torroella de Montgrí | masia            |                             | 42° 02′ 59″ N, 3° 10′ 05″ E / 42.0496274353387°N,3.16813840559604°E                                            |                                                      |                       | Modifica les dades a Wikidata |
|        | Mas Jonquer                  | Torroella de Montgrí | masia            |                             | 42° 01′ 46″ N, 3° 09′ 46″ E / 42.029478382645°N,3.16278204725823°E                                             |                                                      |                       | Modifica les dades a Wikidata |
|        | Mas Julià                    | Torroella de Montgrí | masia            |                             | 42° 03′ 16″ N, 3° 09′ 13″ E / 42.0543762027302°N,3.15364891323856°E                                            |                                                      |                       | Modifica les dades a Wikidata |
|        | Mas Llimoner                 | Torroella de Montgrí | masia            |                             | 42° 02′ 25″ N, 3° 09′ 48″ E / 42.0403396787209°N,3.16325681233047°E                                            |                                                      |                       | Modifica les dades a Wikidata |
|        | Mas Llopis                   | Torroella de Montgrí | masia            |                             | 42° 01′ 25″ N, 3° 08′ 49″ E / 42.0236094050583°N,3.14695542107866°E                                            |                                                      |                       | Modifica les dades a Wikidata |
|        | Mas Llorer                   | Torroella de Montgrí | masia            |                             | 42° 02′ 29″ N, 3° 10′ 07″ E / 42.0412866011182°N,3.1686359634721°E                                             |                                                      |                       | Modifica les dades a Wikidata |
|        | Mas Miàs                     | Torroella de Montgrí | masia            |                             | 42° 02′ 26″ N, 3° 10′ 35″ E / 42.040594227084°N,3.1764826912202°E                                              |                                                      |                       | Modifica les dades a Wikidata |
|        | Mas Moreu                    | Torroella de Montgrí | masia            |                             | 42° 03′ 18″ N, 3° 09′ 54″ E / 42.0549817975526°N,3.16507081979355°E                                            |                                                      |                       | Modifica les dades a Wikidata |
|        | Mas Noguer                   | Torroella de Montgrí | masia            |                             | 42° 02′ 22″ N, 3° 09′ 39″ E / 42.0393792858295°N,3.16091041268787°E                                            |                                                      |                       | Modifica les dades a Wikidata |
|        | Mas Nou                      | Torroella de Montgrí | masia            |                             | 42° 01′ 47″ N, 3° 09′ 00″ E / 42.029824226125°N,3.1498763526388°E                                              |                                                      |                       | Modifica les dades a Wikidata |
|        | Mas Paguina                  | Torroella de Montgrí | masia            |                             | 42° 02′ 24″ N, 3° 11′ 03″ E / 42.0399657373781°N,3.18419445050254°E                                            |                                                      |                       | Modifica les dades a Wikidata |
|        | Mas Pagès                    | Torroella de Montgrí | masia            |                             | 42° 01′ 41″ N, 3° 10′ 19″ E / 42.0279340753413°N,3.17182603061959°E                                            |                                                      |                       | Modifica les dades a Wikidata |
|        | Mas Pasqual                  | Torroella de Montgrí | masia            |                             | 42° 02′ 05″ N, 3° 10′ 20″ E / 42.0348504750557°N,3.1722795862998°E                                             |                                                      |                       | Modifica les dades a Wikidata |
|        | Mas Pedrola                  | Torroella de Montgrí | masia            |                             | 42° 03′ 19″ N, 3° 09′ 35″ E / 42.0551516417056°N,3.1596087668309°E                                             |                                                      |                       | Modifica les dades a Wikidata |
|        | Mas Pinell de Baix           | Torroella de Montgrí | masia            |                             | 42° 01′ 05″ N, 3° 10′ 05″ E / 42.0181405533178°N,3.16798296876642°E                                            |                                                      |                       | Modifica les dades a Wikidata |
|        | Mas Pinell de Dalt           | Torroella de Montgrí | masia            |                             | 42° 00′ 52″ N, 3° 10′ 05″ E / 42.014488071273°N,3.1679563582365°E                                              |                                                      |                       | Modifica les dades a Wikidata |
|        | Mas Pla                      | Torroella de Montgrí | masia            |                             | 42° 00′ 52″ N, 3° 09′ 43″ E / 42.014496748198°N,3.1619177078892°E                                              |                                                      |                       | Modifica les dades a Wikidata |
|        | Mas Ral                      | Torroella de Montgrí | masia            | Estil: arquitectura popular | 42° 02′ 45″ N, 3° 09′ 44″ E / 42.045845°N,3.162206°E                                                           | bé cultural d'interès nacional                       | Mas Ral               | Modifica les dades a Wikidata |
|        | Mas Ramades                  | Torroella de Montgrí | masia            |                             | 42° 03′ 15″ N, 3° 09′ 48″ E / 42.0540296278527°N,3.16330395178844°E                                            |                                                      |                       | Modifica les dades a Wikidata |
|        | Mas Reguinell                | Torroella de Montgrí | masia            |                             | 42° 03′ 39″ N, 3° 08′ 41″ E / 42.0609085976707°N,3.14469666060503°E                                            |                                                      |                       | Modifica les dades a Wikidata |
|        | Mas Sec                      | Torroella de Montgrí | masia            |                             | 42° 05′ 11″ N, 3° 10′ 43″ E / 42.0864°N,3.17872°E                                                              |                                                      |                       | Modifica les dades a Wikidata |
|        | Mas Sobirà                   | Torroella de Montgrí | masia            |                             | 42° 02′ 58″ N, 3° 09′ 28″ E / 42.0493809822083°N,3.15775754203525°E                                            |                                                      |                       | Modifica les dades a Wikidata |
|        | Mas Solell                   | Torroella de Montgrí | masia            |                             | 42° 03′ 17″ N, 3° 10′ 26″ E / 42.0547436250175°N,3.17388022870137°E                                            |                                                      |                       | Modifica les dades a Wikidata |
|        | Mas Soler                    | Torroella de Montgrí | masia            |                             | 42° 02′ 13″ N, 3° 08′ 10″ E / 42.0369436905572°N,3.13600386106589°E                                            |                                                      |                       | Modifica les dades a Wikidata |
|        | Mas Solers                   | Torroella de Montgrí | masia            |                             | 42° 03′ 10″ N, 3° 11′ 26″ E / 42.0527716960146°N,3.1905759173784°E                                             |                                                      |                       | Modifica les dades a Wikidata |
|        | Mas Veïnat                   | Torroella de Montgrí | masia            |                             | 42° 04′ 37″ N, 3° 06′ 00″ E / 42.077077886142°N,3.10011169690206°E                                             |                                                      |                       | Modifica les dades a Wikidata |
|        | Mas Viola                    | Torroella de Montgrí | masia            |                             | 42° 01′ 43″ N, 3° 10′ 09″ E / 42.0287395554034°N,3.16920680576577°E                                            |                                                      |                       | Modifica les dades a Wikidata |
|        | Mas d'en Bosquets            | Torroella de Montgrí | masia            |                             | 42° 02′ 54″ N, 3° 09′ 47″ E / 42.0482747684678°N,3.16305961852697°E                                            |                                                      |                       | Modifica les dades a Wikidata |
|        | Mas d'en Bou                 | Torroella de Montgrí | masia            |                             | 42° 02′ 13″ N, 3° 10′ 57″ E / 42.036982189176°N,3.1825134980072°E                                              |                                                      |                       | Modifica les dades a Wikidata |
|        | Mas d'en Pi                  | Torroella de Montgrí | masia            |                             | 42° 02′ 41″ N, 3° 10′ 31″ E / 42.0447891842355°N,3.17530306679913°E                                            |                                                      |                       | Modifica les dades a Wikidata |
|        | Mas d'en Puig                | Torroella de Montgrí | masia            |                             | 42° 02′ 30″ N, 3° 10′ 20″ E / 42.0415606754577°N,3.17209230740685°E                                            |                                                      |                       | Modifica les dades a Wikidata |
|        | Mas de l'Arbre               | Torroella de Montgrí | masia            |                             | 42° 02′ 11″ N, 3° 09′ 03″ E / 42.0362948344044°N,3.15072993449192°E                                            |                                                      |                       | Modifica les dades a Wikidata |
|        | Mas de l'Horta d'en Quintana | Torroella de Montgrí | masia            |                             | 42° 02′ 00″ N, 3° 08′ 11″ E / 42.0334305480902°N,3.13647961305056°E                                            |                                                      |                       | Modifica les dades a Wikidata |
|        | Mas de la Capellana          | Torroella de Montgrí | masia            |                             | 42° 01′ 28″ N, 3° 09′ 00″ E / 42.024420321232°N,3.1498636600969°E                                              |                                                      |                       | Modifica les dades a Wikidata |
|        | Mas de la Pagesa             | Torroella de Montgrí | masia            |                             | 42° 01′ 00″ N, 3° 08′ 55″ E / 42.0167982494146°N,3.14861856712139°E                                            |                                                      |                       | Modifica les dades a Wikidata |
|        | Mas de la Rajoleria          | Torroella de Montgrí | masia            |                             | 42° 00′ 59″ N, 3° 09′ 08″ E / 42.0163881875444°N,3.15225303623492°E                                            |                                                      |                       | Modifica les dades a Wikidata |
|        | Mas de la Torre Gran         | Torroella de Montgrí | masia casa forta | 16th century                | 42° 03′ 08″ N, 3° 10′ 15″ E / 42.0523°N,3.17076°E ca:Urbanització Torre Gran, carretera GI-641, km 3,5 20 msnm | bé d'interès cultural bé cultural d'interès nacional | Mas de la Torre Gran  | Modifica les dades a Wikidata |
|        | Mas de les Heures            | Torroella de Montgrí | masia            |                             | 42° 02′ 29″ N, 3° 09′ 31″ E / 42.0414630654449°N,3.15857165201318°E                                            |                                                      |                       | Modifica les dades a Wikidata |
|        | Mas de n'Hugues              | Torroella de Montgrí | masia            |                             | 42° 01′ 26″ N, 3° 08′ 38″ E / 42.0239646857201°N,3.14377939536604°E                                            |                                                      |                       | Modifica les dades a Wikidata |
|        | Mas del Roig                 | Torroella de Montgrí | masia            |                             | 42° 01′ 17″ N, 3° 10′ 20″ E / 42.0214397097647°N,3.17221922322494°E                                            |                                                      |                       | Modifica les dades a Wikidata |
|        | Mas les Palmeres             | Torroella de Montgrí | masia            |                             | 42° 02′ 35″ N, 3° 09′ 12″ E / 42.0430192716537°N,3.1533678079139°E                                             |                                                      |                       | Modifica les dades a Wikidata |
|        | Masia de la Torre Begura     | Torroella de Montgrí | masia            |                             | 42° 02′ 27″ N, 3° 09′ 13″ E / 42.040955°N,3.153533°E                                                           | bé integrant del patrimoni cultural català           |                       | Modifica les dades a Wikidata |
|        | Torre Begura                 | Torroella de Montgrí | masia casa forta | 16th century                | 42° 02′ 27″ N, 3° 09′ 13″ E / 42.04088°N,3.1535222°E ca:Carretera GI-641, km 2, al sud 5 msnm                  | bé d'interès cultural bé cultural d'interès nacional | Torre Begura          | Modifica les dades a Wikidata |
|        | Torre Ferrana                | Torroella de Montgrí | masia casa forta | 16th century                | 42° 04′ 59″ N, 3° 07′ 54″ E / 42.08310833°N,3.13160278°E ca:A llevant del nucli de Sobrestany 5 msnm           | bé d'interès cultural bé cultural d'interès nacional | Torre Ferrana         | Modifica les dades a Wikidata |
|        | Torre Gran                   | Torroella de Montgrí | masia            |                             | 42° 03′ 10″ N, 3° 10′ 15″ E / 42.0526405773851°N,3.17088957558221°E                                            |                                                      |                       | Modifica les dades a Wikidata |
|        | Torre Martina                | Torroella de Montgrí | masia casa forta | 16th century                | 42° 02′ 56″ N, 3° 09′ 38″ E / 42.049005°N,3.160559°E ca:Carretera GI-641, km 3 19 msnm                         | bé d'interès cultural bé cultural d'interès nacional | Torre Martina         | Modifica les dades a Wikidata |
|        | Torre Ponça                  | Torroella de Montgrí | masia casa forta | 16th century                | 42° 03′ 40″ N, 3° 11′ 19″ E / 42.0611333°N,3.1886611°E ca:Al nord de l'Estartit 117 msnm                       | bé d'interès cultural bé cultural d'interès nacional | Torre Ponça           | Modifica les dades a Wikidata |
|        | Torre Quintaneta             | Torroella de Montgrí | masia casa forta | 16th century                | 42° 02′ 49″ N, 3° 09′ 25″ E / 42.04686944°N,3.15700833°E ca:Carretera GI-641, km 2,8 18 msnm                   | bé d'interès cultural bé cultural d'interès nacional | Torre Quintaneta      | Modifica les dades a Wikidata |
|        | el Mas Pobre                 | Torroella de Montgrí | masia            |                             | 42° 03′ 19″ N, 3° 11′ 45″ E / 42.0552306155434°N,3.19585240423387°E                                            |                                                      |                       | Modifica les dades a Wikidata |
|        | l'Horta d'en Reixac          | Torroella de Montgrí | masia            |                             | 42° 03′ 03″ N, 3° 09′ 24″ E / 42.0509045632054°N,3.15668580423356°E                                            |                                                      |                       | Modifica les dades a Wikidata |
|        | la Barraca                   | Torroella de Montgrí | masia            |                             | 42° 02′ 08″ N, 3° 10′ 00″ E / 42.0355521178244°N,3.16677234156102°E                                            |                                                      |                       | Modifica les dades a Wikidata |
|        | la Feixa Gata                | Torroella de Montgrí | masia            |                             | 42° 01′ 21″ N, 3° 09′ 17″ E / 42.022612608814°N,3.1546909681412°E                                              |                                                      |                       | Modifica les dades a Wikidata |
|        | la Galera                    | Torroella de Montgrí | masia            |                             | 42° 02′ 42″ N, 3° 09′ 46″ E / 42.0448796734857°N,3.16278510618024°E                                            |                                                      |                       | Modifica les dades a Wikidata |
|        | la Masia                     | Torroella de Montgrí | masia            |                             | 42° 03′ 07″ N, 3° 11′ 13″ E / 42.0518861884474°N,3.18683914741857°E                                            |                                                      |                       | Modifica les dades a Wikidata |
|        | la Pletera                   | Torroella de Montgrí | masia            |                             | 42° 01′ 54″ N, 3° 11′ 14″ E / 42.031570515135°N,3.187330246057°E                                               |                                                      |                       | Modifica les dades a Wikidata |
|        | la Terrera                   | Torroella de Montgrí | masia            |                             | 42° 02′ 40″ N, 3° 10′ 03″ E / 42.0445757296822°N,3.16746051180825°E                                            |                                                      |                       | Modifica les dades a Wikidata |
|        | la Torre                     | Torroella de Montgrí | masia            |                             | 42° 04′ 52″ N, 3° 06′ 44″ E / 42.0812278366711°N,3.11208742968572°E                                            |                                                      |                       | Modifica les dades a Wikidata |

## muntanya
| imatge | Nom                    | Ubicat a                  | instància de | Detalls | coordenades                                                                     | Protecció | Commons (més fotos)            | Dades a WD                    |
| ------ | ---------------------- | ------------------------- | ------------ | ------- | ------------------------------------------------------------------------------- | --------- | ------------------------------ | ----------------------------- |
|        | Montgrí                | Torroella de Montgrí      | muntanya     |         | 42° 03′ 08″ N, 3° 07′ 54″ E / 42.0521068681°N,3.13164949925°E 303 msnm          |           | Muntanya del Montgrí           | Modifica les dades a Wikidata |
|        | Montplà                | Torroella de Montgrí      | muntanya     |         | 42° 03′ 16″ N, 3° 08′ 23″ E / 42.054386111111°N,3.1396°E 311 msnm               |           | Montplà                        | Modifica les dades a Wikidata |
|        | Puig Carroig           | Torroella de Montgrí      | muntanya     |         | 42° 03′ 45″ N, 3° 08′ 04″ E / 42.0626°N,3.13454°E 261.3 msnm                    |           |                                | Modifica les dades a Wikidata |
|        | Puig Rodó              | Ullà Torroella de Montgrí | muntanya     |         | 42° 03′ 28″ N, 3° 07′ 14″ E / 42.0579°N,3.12048°E 308 msnm                      |           | Puig Rodó (Massís del Montgrí) | Modifica les dades a Wikidata |
|        | Puig Torró             | Torroella de Montgrí      | muntanya     |         | 42° 04′ 09″ N, 3° 11′ 19″ E / 42.06909722°N,3.18872778°E 171.5 msnm             |           |                                | Modifica les dades a Wikidata |
|        | Puig d'en Lleial       | Torroella de Montgrí      | muntanya     |         | 42° 05′ 47″ N, 3° 09′ 21″ E / 42.0965°N,3.15573°E 118.8 msnm                    |           |                                | Modifica les dades a Wikidata |
|        | Puig de la Palma       | Torroella de Montgrí      | muntanya     |         | 42° 05′ 11″ N, 3° 10′ 07″ E / 42.0865°N,3.16866972°E 148.6 msnm                 |           |                                | Modifica les dades a Wikidata |
|        | Puig de la Reina       | Torroella de Montgrí      | muntanya     |         | 42° 04′ 02″ N, 3° 09′ 22″ E / 42.0671°N,3.15601°E 130.3 msnm                    |           |                                | Modifica les dades a Wikidata |
|        | Puig de les Cogullades | Torroella de Montgrí      | muntanya     |         | 42° 04′ 01″ N, 3° 07′ 42″ E / 42.06697778°N,3.12844167°E 209.8 msnm             |           |                                | Modifica les dades a Wikidata |
|        | Roca Maura             | Torroella de Montgrí      | muntanya     |         | 42° 03′ 19″ N, 3° 11′ 23″ E / 42.055397°N,3.189831°E 225 msnm                   |           | Roca Maura                     | Modifica les dades a Wikidata |
|        | Torre Moratxa          | Torroella de Montgrí      | muntanya     |         | 42° 03′ 21″ N, 3° 11′ 01″ E / 42.0557°N,3.18373°E 220 msnm                      |           | Torre Moratxa (cim)            | Modifica les dades a Wikidata |
|        | Tossal Gros            | Torroella de Montgrí      | muntanya     |         | 42° 03′ 25″ N, 3° 10′ 34″ E / 42.0568916667°N,3.17614166667°E 159 msnm          |           |                                | Modifica les dades a Wikidata |
|        | Tossal Petit           | Torroella de Montgrí      | muntanya     |         | 42° 03′ 37″ N, 3° 10′ 14″ E / 42.06034722°N,3.17050278°E 126.7 msnm             |           |                                | Modifica les dades a Wikidata |
|        | Turó de l'Àguila       | Torroella de Montgrí      | muntanya     |         | 42° 03′ 26″ N, 3° 07′ 51″ E / 42.057131°N,3.130696°E 178.3 msnm                 |           |                                | Modifica les dades a Wikidata |
|        | la Foradada            | Torroella de Montgrí      | muntanya     |         | 42° 04′ 50″ N, 3° 11′ 59″ E / 42.08048°N,3.19979°E                              |           |                                | Modifica les dades a Wikidata |
|        | la Muntanyeta          | Torroella de Montgrí      | muntanya     |         | 42° 04′ 21″ N, 3° 06′ 45″ E / 42.07246216626612°N,3.112398425259776°E 77.6 msnm |           |                                | Modifica les dades a Wikidata |
|        | puig Roig              | Torroella de Montgrí      | muntanya     |         | 42° 03′ 37″ N, 3° 08′ 14″ E / 42.06021389°N,3.13711111°E 258.6 msnm             |           |                                | Modifica les dades a Wikidata |

## museu
| imatge | Nom                      | Ubicat a             | instància de | Detalls                             | coordenades                                                       | Protecció                                  | Commons (més fotos)      | Dades a WD                    |
| ------ | ------------------------ | -------------------- | ------------ | ----------------------------------- | ----------------------------------------------------------------- | ------------------------------------------ | ------------------------ | ----------------------------- |
|        | Museu Palau Solterra     | Torroella de Montgrí | museu        | 2000                                | 42° 02′ 30″ N, 3° 07′ 34″ E / 42.041666666667°N,3.1261111111111°E |                                            | Palau Solterra           | Modifica les dades a Wikidata |
|        | Museu de la Mediterrània | Torroella de Montgrí | museu        | 2003 Anomenat per: mar Mediterrània | 42° 02′ 28″ N, 3° 07′ 28″ E / 42.041173°N,3.124535°E              | bé integrant del patrimoni cultural català | Museu de la Mediterrània | Modifica les dades a Wikidata |

## nucli d'entitat singular de població
| imatge | Nom                        | Ubicat a                        | instància de                                           | Detalls | coordenades                                                      | Protecció | Commons (més fotos) | Dades a WD                    |
| ------ | -------------------------- | ------------------------------- | ------------------------------------------------------ | ------- | ---------------------------------------------------------------- | --------- | ------------------- | ----------------------------- |
|        | Cala Montgó                | Torroella de Montgrí            | nucli d'entitat singular de població                   | 7 hab   | 42° 06′ 27″ N, 3° 10′ 01″ E / 42.107494°N,3.167075°E 8 msnm      |           |                     | Modifica les dades a Wikidata |
|        | Mas Pinell-la Gola del Ter | Torroella de Montgrí            | nucli d'entitat singular de població nucli de població | 78 hab  | 42° 00′ 32″ N, 3° 11′ 32″ E / 42.00901769°N,3.1920982°E 2 msnm   |           |                     | Modifica les dades a Wikidata |
|        | Torre Gran i Torre Vella   | Torroella de Montgrí            | nucli d'entitat singular de població                   | 647 hab | 42° 03′ 16″ N, 3° 09′ 53″ E / 42.0543698°N,3.16462203°E 27 msnm  |           |                     | Modifica les dades a Wikidata |
|        | els Griells i la Pletera   | l'Estartit Torroella de Montgrí | nucli d'entitat singular de població nucli de població | 230 hab | 42° 02′ 26″ N, 3° 11′ 37″ E / 42.04064506°N,3.19351543°E 1 msnm  |           |                     | Modifica les dades a Wikidata |
|        | la Bolleria i Sobrestany   | Torroella de Montgrí            | nucli d'entitat singular de població nucli de població | 136 hab | 42° 04′ 52″ N, 3° 06′ 18″ E / 42.081068°N,3.104872°E 12 msnm     |           |                     | Modifica les dades a Wikidata |
|        | la Torre Moratxa           | l'Estartit Torroella de Montgrí | nucli d'entitat singular de població nucli de població | 43 hab  | 42° 03′ 11″ N, 3° 11′ 15″ E / 42.05315793°N,3.18739722°E 79 msnm |           |                     | Modifica les dades a Wikidata |
|        | les Dunes                  | Torroella de Montgrí            | nucli d'entitat singular de població                   | 174 hab | 42° 02′ 50″ N, 3° 09′ 37″ E / 42.04722222°N,3.1602°E 13 msnm     |           |                     | Modifica les dades a Wikidata |

## nucli de població
| imatge | Nom        | Ubicat a                                      | instància de      | Detalls | coordenades                                                  | Protecció | Commons (més fotos)               | Dades a WD                    |
| ------ | ---------- | --------------------------------------------- | ----------------- | ------- | ------------------------------------------------------------ | --------- | --------------------------------- | ----------------------------- |
|        | Mas Pinell | Torroella de Montgrí                          | nucli de població | 42 hab  | 42° 00′ 34″ N, 3° 11′ 32″ E / 42.009319°N,3.192128°E         |           | Mas Pinell (Torroella de Montgrí) | Modifica les dades a Wikidata |
|        | Sobrestany | Torroella de Montgrí la Bolleria i Sobrestany | nucli de població |         | 42° 04′ 46″ N, 3° 07′ 11″ E / 42.079311°N,3.119682°E 17 msnm |           | Sobrestany                        | Modifica les dades a Wikidata |
|        | els Salats | Torroella de Montgrí                          | nucli de població |         | 42° 03′ 01″ N, 3° 11′ 37″ E / 42.05034444°N,3.19363056°E     |           |                                   | Modifica les dades a Wikidata |

## pedrera
| imatge | Nom          | Ubicat a             | instància de | Detalls | coordenades                                                         | Protecció | Commons (més fotos) | Dades a WD                    |
| ------ | ------------ | -------------------- | ------------ | ------- | ------------------------------------------------------------------- | --------- | ------------------- | ----------------------------- |
|        | la Pedrera   | Torroella de Montgrí | pedrera      |         | 42° 05′ 52″ N, 3° 10′ 10″ E / 42.097900687634°N,3.16939053854735°E  |           |                     | Modifica les dades a Wikidata |
|        | les Pedreres | Torroella de Montgrí | pedrera      |         | 42° 04′ 02″ N, 3° 11′ 28″ E / 42.0672983122483°N,3.19116329452192°E |           |                     | Modifica les dades a Wikidata |

## platja
| imatge | Nom                       | Ubicat a             | instància de                                | Detalls                 | coordenades                                                            | Protecció | Commons (més fotos)                 | Dades a WD                    |
| ------ | ------------------------- | -------------------- | ------------------------------------------- | ----------------------- | ---------------------------------------------------------------------- | --------- | ----------------------------------- | ----------------------------- |
|        | Cala Calella              | l'Estartit           | platja                                      |                         | 42° 03′ 34″ N, 3° 12′ 45″ E / 42.059574°N,3.212384°E                   |           | Cala Calella                        | Modifica les dades a Wikidata |
|        | Cala Ferriola             | Torroella de Montgrí | platja                                      |                         | 42° 04′ 59″ N, 3° 11′ 42″ E / 42.083175°N,3.19496111°E                 |           | Cala Ferriola                       | Modifica les dades a Wikidata |
|        | Cala Pedrosa              | Torroella de Montgrí | platja                                      |                         | 42° 04′ 25″ N, 3° 12′ 09″ E / 42.073539°N,3.202536°E                   |           | Cala Pedrosa (Torroella de Montgrí) | Modifica les dades a Wikidata |
|        | la Platgeta               | l'Estartit           | platja                                      |                         | 42° 03′ 13″ N, 3° 12′ 27″ E / 42.053616945298046°N,3.207575462803067°E |           |                                     | Modifica les dades a Wikidata |
|        | platja de Montgó          | Torroella de Montgrí | platja                                      | Llarg: 180m Ample: 50m  | 42° 06′ 27″ N, 3° 10′ 09″ E / 42.107583°N,3.169211°E                   |           | Cala Montgó                         | Modifica les dades a Wikidata |
|        | platja de l'Estartit      | Torroella de Montgrí | platja platja d'arena daurada platja urbana | Llarg: 3196m Ample: 67m | 42° 02′ 37″ N, 3° 11′ 49″ E / 42.04358889°N,3.19704167°E               |           | Platja de l'Estartit                | Modifica les dades a Wikidata |
|        | platja de la Fonollera    | Torroella de Montgrí | platja platja d'arena daurada               | Llarg: 1931m Ample: 59m | 42° 00′ 47″ N, 3° 11′ 43″ E / 42.013100000329°N,3.1952999997148°E      |           | Platja de la Gola del Ter           | Modifica les dades a Wikidata |
|        | platja de la Gola del Ter | Torroella de Montgrí | platja                                      |                         | 42° 01′ 04″ N, 3° 11′ 40″ E / 42.0178°N,3.19449°E                      |           | Platja de la Gola del Ter           | Modifica les dades a Wikidata |
|        | platja del Club Nàutic    | l'Estartit           | platja                                      |                         | 42° 03′ 14″ N, 3° 12′ 06″ E / 42.05381137180038°N,3.20178542991669°E   |           |                                     | Modifica les dades a Wikidata |

## pont
| imatge | Nom               | Ubicat a             | instància de | Detalls | coordenades                                                         | Protecció | Commons (més fotos) | Dades a WD                    |
| ------ | ----------------- | -------------------- | ------------ | ------- | ------------------------------------------------------------------- | --------- | ------------------- | ----------------------------- |
|        | Pont del Rei      | Torroella de Montgrí | pont         |         | 42° 02′ 21″ N, 3° 07′ 14″ E / 42.0391136614661°N,3.12043463068529°E |           |                     | Modifica les dades a Wikidata |
|        | Pont del Ter Vell | Torroella de Montgrí | pont         |         | 42° 02′ 51″ N, 3° 11′ 12″ E / 42.0474281863116°N,3.18668107970257°E |           |                     | Modifica les dades a Wikidata |

## pou
| imatge | Nom                    | Ubicat a             | instància de | Detalls | coordenades                                        | Protecció                                  | Commons (més fotos)                           | Dades a WD                    |
| ------ | ---------------------- | -------------------- | ------------ | ------- | -------------------------------------------------- | ------------------------------------------ | --------------------------------------------- | ----------------------------- |
|        | Pou del carrer del Jou | Torroella de Montgrí | pou          |         | 42° 02′ 26″ N, 3° 07′ 38″ E / 42.04042°N,3.12731°E | bé integrant del patrimoni cultural català | Pou del carrer del Jou (Torroella de Montgrí) | Modifica les dades a Wikidata |
|        | Pou del carrer del Mar | Torroella de Montgrí | pou          |         | 42° 02′ 32″ N, 3° 07′ 39″ E / 42.04236°N,3.1274°E  | bé integrant del patrimoni cultural català | Pou del carrer del Mar (Torroella de Montgrí) | Modifica les dades a Wikidata |

## serra
| imatge | Nom                                 | Ubicat a             | instància de | Detalls | coordenades                                                         | Protecció | Commons (més fotos) | Dades a WD                    |
| ------ | ----------------------------------- | -------------------- | ------------ | ------- | ------------------------------------------------------------------- | --------- | ------------------- | ----------------------------- |
|        | Muntanya Gran                       | Torroella de Montgrí | serra        |         | 42° 05′ 02″ N, 3° 10′ 10″ E / 42.08388056°N,3.16955556°E 148.6 msnm |           |                     | Modifica les dades a Wikidata |
|        | Serrat Llarg (Torroella de Montgrí) | Torroella de Montgrí | serra        |         | 42° 03′ 50″ N, 3° 09′ 45″ E / 42.06385556°N,3.16251667°E 130.3 msnm |           |                     | Modifica les dades a Wikidata |

## torre de sentinella
| imatge | Nom                | Ubicat a             | instància de        | Detalls                     | coordenades | Protecció                                            | Commons (més fotos) | Dades a WD                    |
| ------ | ------------------ | -------------------- | ------------------- | --------------------------- | --- | ---------------------------------------------------- | ------------------- | ----------------------------- |
|        | Torre Moratxa      | Torroella de Montgrí | torre de sentinella | 14th century                | 42° 03′ 20″ N, 3° 11′ 01″ E / 42.055691°N,3.183687°E ca:Al cim de la muntanya homònima, al N-O de l'Estartit 220 msnm | bé d'interès cultural bé cultural d'interès nacional | Torre Moratxa       | Modifica les dades a Wikidata |
|        | Torre dels Moscats | Torroella de Montgrí | torre de sentinella | Estil: arquitectura popular | 42° 03′ 15″ N, 3° 09′ 01″ E / 42.054242°N,3.150225°E                                                                  | bé cultural d'interès nacional                       | Torre dels Moscats  | Modifica les dades a Wikidata |

## urbanització
| imatge | Nom         | Ubicat a                                      | instància de | Detalls | coordenades                                              | Protecció | Commons (més fotos)       | Dades a WD                    |
| ------ | ----------- | --------------------------------------------- | ------------ | ------- | -------------------------------------------------------- | --------- | ------------------------- | ----------------------------- |
|        | Torre Gran  | Torroella de Montgrí Torre Gran i Torre Vella | urbanització |         | 42° 03′ 11″ N, 3° 10′ 10″ E / 42.05311667°N,3.16934167°E |           | Torre Gran (urbanització) | Modifica les dades a Wikidata |
|        | Torre Vella | Torroella de Montgrí Torre Gran i Torre Vella | urbanització |         | 42° 03′ 22″ N, 3° 09′ 38″ E / 42.056175°N,3.16045833°E   |           |                           | Modifica les dades a Wikidata |
|        | els Griells | Torroella de Montgrí                          | urbanització |         | 42° 02′ 32″ N, 3° 11′ 41″ E / 42.04208889°N,3.19461944°E |           | Els Griells               | Modifica les dades a Wikidata |
|        | la Bolleria | Torroella de Montgrí la Bolleria i Sobrestany | urbanització |         | 42° 04′ 48″ N, 3° 06′ 10″ E / 42.08003611°N,3.10278056°E |           | La Bolleria               | Modifica les dades a Wikidata |

## vèrtex geodèsic
| imatge | Nom                    | Ubicat a             | instància de    | Detalls   | coordenades                                                       | Protecció | Commons (més fotos) | Dades a WD                    |
| ------ | ---------------------- | -------------------- | --------------- | --------- | ----------------------------------------------------------------- | --------- | ------------------- | ----------------------------- |
|        | Roca Maura             | Torroella de Montgrí | vèrtex geodèsic | Alt: 1.2m | 42° 03′ 19″ N, 3° 11′ 24″ E / 42.055398°N,3.189972°E 224.977 msnm |           |                     | Modifica les dades a Wikidata |
|        | Santa Catalina Primero | Torroella de Montgrí | vèrtex geodèsic | Alt: 1.2m | 42° 03′ 29″ N, 3° 07′ 14″ E / 42.057936°N,3.120571°E 307.97 msnm  |           |                     | Modifica les dades a Wikidata |

## zona humida
| imatge | Nom                      | Ubicat a             | instància de | Detalls             | coordenades | Protecció | Commons (més fotos) | Dades a WD                    |
| ------ | ------------------------ | -------------------- | ------------ | ------------------- | --- | --------- | ------------------- | ----------------------------- |
|        | Bassa de l'Anser         | Torroella de Montgrí | zona humida  | Superfície: 15.75ha | 42° 00′ 29″ N, 3° 11′ 17″ E / 42.008177777777775°N,3.1880194444444445°E ca:a l'est de la urbanització de Mas Pinell 1.15 msnm |           | Bassa de l'Anser    | Modifica les dades a Wikidata |
|        | Bassa de la Mota de l'Om | Torroella de Montgrí | zona humida  | Superfície: 1.12ha  | 42° 00′ 53″ N, 3° 10′ 41″ E / 42.0148°N,3.17797°E                                                                             |           |                     | Modifica les dades a Wikidata |
|        | Bassa del Fra Ramon      | Torroella de Montgrí | zona humida  | Superfície: 6.61ha  | 42° 01′ 45″ N, 3° 11′ 26″ E / 42.02919722222222°N,3.1905194444444445°E                                                        |           |                     | Modifica les dades a Wikidata |
|        | Ter Vell                 | Torroella de Montgrí | zona humida  | Superfície: 32.13ha | 42° 02′ 43″ N, 3° 11′ 42″ E / 42.0452°N,3.195°E 2 msnm                                                                        |           | Ter Vell            | Modifica les dades a Wikidata |
|        | closes de la Fonollera   | Torroella de Montgrí | zona humida  | Superfície: 26.63ha | 42° 01′ 15″ N, 3° 11′ 28″ E / 42.0209°N,3.19117°E                                                                             |           |                     | Modifica les dades a Wikidata |
|        | la Platera               | Torroella de Montgrí | zona humida  | Superfície: 16.51ha | 42° 01′ 36″ N, 3° 11′ 29″ E / 42.0267°N,3.1913°E                                                                              |           |                     | Modifica les dades a Wikidata |

## Misc
| imatge | Nom                                                     | Ubicat a | instància de                                    | Detalls                                                                | coordenades                                                                                            | Protecció                                            | Commons (més fotos)                              | Dades a WD                    |
| ------ | ------------------------------------------------------- | --- | ----------------------------------------------- | ---------------------------------------------------------------------- | --- | ---------------------------------------------------- | ------------------------------------------------ | ----------------------------- |
|        | Far de la Meda                                          | l'Estartit                                                                                                   | far                                             | 1862-01-14 Alt: 11m                                                    | 42° 02′ 52″ N, 3° 13′ 17″ E / 42.04779°N,3.221473°E Meda Gran                                          |                                                      | Far de la Meda                                   | Modifica les dades a Wikidata |
|        | Golfet del Falaguer                                     | Torroella de Montgrí                                                                                         | badia                                           |                                                                        | 42° 03′ 50″ N, 3° 12′ 43″ E / 42.064014°N,3.211828°E                                                   |                                                      |                                                  | Modifica les dades a Wikidata |
|        | Illes Medes                                             | l'Estartit                                                                                                   | arxipèlag                                       | Llarg: 900m Ample: 600 85m Perímetre: 3km Superfície: 21.5ha           | 42° 03′ 00″ N, 3° 13′ 15″ E / 42.05°N,3.2208333333333°E 73.8 msnm                                      |                                                      | Illes Medes                                      | Modifica les dades a Wikidata |
|        | Illes Medes i Massís del Montgrí                        | Torroella de Montgrí                                                                                         | indret històric                                 |                                                                        | 42° 03′ 32″ N, 3° 07′ 04″ E / 42.0587975°N,3.1176571°E                                                 | bé d'interès cultural                                |                                                  | Modifica les dades a Wikidata |
|        | La mina d'aigua de Torroella                            | Torroella de Montgrí                                                                                         | mina d'aigua                                    | Estil: arquitectura popular                                            | | bé cultural d'interès local                          | Mina d'aigua de Torroella                        | Modifica les dades a Wikidata |
|        | Molí del Mig                                            | Torroella de Montgrí                                                                                         | molí d'aigua                                    |                                                                        | 42° 02′ 02″ N, 3° 08′ 26″ E / 42.0338581138175°N,3.14041897539488°E                                    |                                                      |                                                  | Modifica les dades a Wikidata |
|        | Monument als donants de sang a Torroella de Montgrí     | Torroella de Montgrí                                                                                         | monument                                        | Creador: Joan Fuster i Gimpera 2006-11-25 Anomenat per: donant de sang | 42° 02′ 15″ N, 3° 07′ 36″ E / 42.037616666666665°N,3.126733333333333°E                                 |                                                      |                                                  | Modifica les dades a Wikidata |
|        | Palau Solterra                                          | Torroella de Montgrí                                                                                         | palau                                           | Estil: historicisme arquitectònic arquitectura del Renaixement         | 42° 02′ 30″ N, 3° 07′ 34″ E / 42.04169°N,3.12614°E ca:Església, 12 22 msnm                             | bé integrant del patrimoni cultural català           | Palau Solterra                                   | Modifica les dades a Wikidata |
|        | Parc natural del Montgrí, les Illes Medes i el Baix Ter | Torroella de Montgrí Bellcaire d'Empordà Ullà Pals l'Escala Fontanilles Palau-sator Alt Empordà Baix Empordà | àrea protegida                                  | 2010 Superfície: 6202.68 7819.89537ha                                  | 42° 04′ 28″ N, 3° 09′ 44″ E / 42.074548°N,3.162208°E                                                   |                                                      | Montgrí, Medes Islands and Baix Ter Natural Park | Modifica les dades a Wikidata |
|        | Polígon industrial Vinya Robans                         | Torroella de Montgrí                                                                                         | polígon industrial                              |                                                                        | 42° 02′ 23″ N, 3° 08′ 24″ E / 42.0396138062859°N,3.14003293310025°E                                    |                                                      |                                                  | Modifica les dades a Wikidata |
|        | Portal de Santa Caterina                                | Torroella de Montgrí                                                                                         | porta de ciutat                                 |                                                                        | 42° 02′ 39″ N, 3° 07′ 35″ E / 42.0442049281094°N,3.1264495402798°E 32 msnm                             |                                                      | Portal de Santa Caterina                         | Modifica les dades a Wikidata |
|        | Pou de la Calella                                       | Torroella de Montgrí                                                                                         | avenc                                           |                                                                        | 42° 03′ 19″ N, 3° 12′ 36″ E / 42.0551607384328°N,3.2099072304773°E                                     |                                                      |                                                  | Modifica les dades a Wikidata |
|        | Torre del Rellotge (l'Estartit)                         | Torroella de Montgrí l'Estartit                                                                              | torre                                           |                                                                        | 42° 03′ 19″ N, 3° 12′ 08″ E / 42.05527532128743°N,3.2023508554117357°E                                 |                                                      | Torre del Rellotge de l'Estartit                 | Modifica les dades a Wikidata |
|        | base LORAN                                              | l'Estartit                                                                                                   | transmissor LORAN-C                             |                                                                        | 42° 03′ 37″ N, 3° 12′ 16″ E / 42.06027778°N,3.20444444°E                                               |                                                      |                                                  | Modifica les dades a Wikidata |
|        | casa consistorial de Torroella de Montgrí               | Torroella de Montgrí                                                                                         | casa consistorial                               |                                                                        | 42° 02′ 28″ N, 3° 07′ 35″ E / 42.0411269°N,3.1263462°E                                                 |                                                      | Casa de la Vila de Torroella de Montgrí          | Modifica les dades a Wikidata |
|        | castell del Montgrí                                     | Torroella de Montgrí                                                                                         | castell                                         | Estil: arquitectura gòtica 13rd century                                | 42° 03′ 07″ N, 3° 07′ 53″ E / 42.05194444°N,3.13138889°E ca:Al cim de la muntanya del Montgrí 303 msnm | bé d'interès cultural bé cultural d'interès nacional | Castell de Montgrí                               | Modifica les dades a Wikidata |
|        | creu de Santa Caterina                                  | Torroella de Montgrí                                                                                         | creu de terme                                   |                                                                        | 42° 03′ 18″ N, 3° 07′ 37″ E / 42.0549040765133°N,3.1270629318174°E 193 msnm                            |                                                      |                                                  | Modifica les dades a Wikidata |
|        | el Terme                                                | Torroella de Montgrí                                                                                         | fita                                            |                                                                        | 42° 02′ 14″ N, 3° 11′ 28″ E / 42.0372342774288°N,3.19120606759306°E 1.5 msnm                           |                                                      |                                                  | Modifica les dades a Wikidata |
|        | la Fonollera                                            | Torroella de Montgrí                                                                                         | jaciment arqueològic                            |                                                                        | 42° 00′ 42″ N, 3° 11′ 09″ E / 42.011716°N,3.18597°E                                                    | bé integrant del patrimoni cultural català           |                                                  | Modifica les dades a Wikidata |
|        | les Capelles                                            | Torroella de Montgrí                                                                                         | oratori                                         |                                                                        | 42° 03′ 13″ N, 3° 07′ 37″ E / 42.0536701911629°N,3.12704838757734°E                                    |                                                      |                                                  | Modifica les dades a Wikidata |
|        | mar Mediterrània                                        | | mar interior mar mediterrani conca hidrogràfica | Superfície: 2500000km² Profunditat: 5267 1541m Volum: 3839000km³       | 38° N, 17° E / 38°N,17°E 0 msnm                                                                        |                                                      | Mediterranean Sea                                | Modifica les dades a Wikidata |
|        | plaça de la Vila                                        | Torroella de Montgrí                                                                                         | plaça                                           | Estil: arquitectura popular                                            | 42° 02′ 28″ N, 3° 07′ 34″ E / 42.041°N,3.12609°E                                                       | bé integrant del patrimoni cultural català           | Plaça de la Vila de Torroella de Montgrí         | Modifica les dades a Wikidata |
|        | port de l'Estartit                                      | Torroella de Montgrí                                                                                         | port esportiu port pesquer                      |                                                                        | 42° 03′ 14″ N, 3° 12′ 08″ E / 42.05388888888889°N,3.2022222222222223°E l'Estartit                      |                                                      | Port of L'Estartit                               | Modifica les dades a Wikidata |
|        | recinte murat de Torroella                              | Torroella de Montgrí                                                                                         | muralla urbana                                  | 14th century                                                           | 42° 02′ 36″ N, 3° 07′ 27″ E / 42.0433°N,3.12403°E                                                      | bé d'interès cultural bé cultural d'interès nacional | City walls of Torroella de Montgrí               | Modifica les dades a Wikidata |